# Rosario de Lerma (departament)
Departament Rosario de Lerma (hiszp. Departamento Rosario de Lerma) – departament położony jest w południowej części prowincji Salta. Jego powierzchnia wynosi 5110 km². Stolicą departamentu jest Rosario de Lerm. W 2010 roku populacja departamentu wynosiła 38702. 
Departament Rosario de la Frontera graniczy z sześcioma innymi departamentami prowincji: La Caldera, Capital, Cerrilos, Chicoana, Cachi  i La Poma. Od północy graniczy z prowincją Jujuy.
Najważniejszą rzeką przepływającą z północy na południe jest Rio Rosario zwana też Rio Toro, która tworzy wąwóz Quebrada del Toro. Liczący prawie 60 km wąwóz jest jedną z ciekawszych atrakcji prowincji Salta. Wąwozem przebiega linii kolejowej Salta – Antofagasta, której części jest wykorzystywana jako trasa Tren a las Nubes (Pociągu do chmur).
Przez departament przebiegają: Droga krajowa 51 oraz Droga prowincjonalna 23 (Ruta Provincial 23), Droga prowincjonalna 24 (Ruta Provincial 24), Droga prowincjonalna 36 (Ruta Provincial 36) i Droga prowincjonalna 87 (Ruta Provincial 87). 
W skład departamentu wchodzą m.in. miejscowości: Rosario de Lerma, Campo Quijano, La Silleta, El Mollar, Ingeniero Maury, Gobernador Solá, Santa Rosa de Tastil, El Alfarcito, Puerta de Tastil, El Alisal, Las Cuevas, El Gólgota, San Felipe.